# Help! (film)
Help! is een film uit 1965 met The Beatles en Leo McKern, Eleanor Bron, Victor Spinetti, John Bluthal en Roy Kinnear. De soundtrack werd ook op plaat uitgebracht, eveneens onder de titel Help!.

## Nieuwe print vanHelp!
Een nieuwe, digitaal gerestaureerde print van de klassieker werd op woensdag 31 oktober 2007 in de grote zaal van het Amsterdamse Tuschinski-theater vertoond waarna de gerestaureerde film vanaf vrijdag 2 november ook als dvd verkrijgbaar was.

## Verhaal
Ringo's leven wordt in gevaar gebracht door een oude offerring die om zijn vinger bekneld is geraakt. De ring maakt hem het doelwit van een groep prettig gestoorde oosterse mystici die de Beatles achtervolgt van Londen via Obertauern in de Oostenrijkse Alpen naar de Bahama's.

## Soundtrack
- Help!
- You're Going to Lose That Girl
- You've Got to Hide Your Love Away
- Ticket to Ride
- The Night Before
- I Need You
- Another Girl
- She's a Woman
- A Hard Day's Night (gespeeld door Indiase band)